# ブレット・マイケルズ
ブレット・マイケルズ（Bret Michaels、1963年3月15日 - ）は、アメリカ合衆国のミュージシャン、俳優。
ロックバンドポイズンのヴォーカリスト。

## 出演作品
- レボリューション2
- アプレンティス3 セレブたちのビジネス・バトル
- パニッシュメント
- フル・ブラント